# Smuklik złotawy
Smuklik złotawy, zieleniczka złotawa (Halictus subauratus) – gatunek pszczoły z rodziny smuklikowatych.
Podobnie jak inni przedstawiciele podrodzaju Seladonia, smuklik złotawy ma metalicznie błyszczący oskórek, co nadaje pszczole złotawy połysk. Smuklik złotawy jest gatunkiem prymitywnie społecznym. Tworzy rodziny złożone z królowej i robotnic, które wspólnie opiekują się jednym gniazdem. Rodzina zakładana jest, podobnie jak w przypadku trzmieli, przez samotną królową, która następnie wychowuje sobie córki-robotnice. Oprócz tego smuklik złotawy może też tworzyć kolonie gniazd, gdzie w jednym miejscu na niewielkiej powierzchni znajduje się wiele gniazd należących do różnych samic, choć może również gniazdować pojedynczo. Gniazda zakładane są w ziemi. Młode królowe kopulują z samcami w roku swojego przyjścia na świat, po czym zimują poza swoim macierzystym gniazdem. Smuklik złotawy nie jest wyspecjalizowany pokarmowo, ale bardzo chętnie żeruje na kwiatostanach roślin z rodziny złożonych. 
Przedstawicieli tego gatunku można spotkać w Polsce od maja do października. 